# Hay Plumb
Hay Plumb, nato Edward Hay-Plumb (Norwich, 1883 – Uxbridge, 1960), è stato un regista, attore e sceneggiatore inglese del muto britannico.
Talvolta, si firmava anche E. Hay Plumb.

## Biografia
Nato in Inghilterra nel 1883, iniziò a lavorare per il cinema nel 1910, debuttando come attore. Presto scrisse qualche sceneggiatura e, nel 1912, passò dietro alla cinepresa.
Lavorò per la Hepworth, compagnia per la quale diresse e interpretò numerose comiche. Fu però anche regista di film a forte impatto drammatico e teatrale, come in Hamlet, dove diresse uno dei più grandi interpreti di Amleto della scena teatrale inglese, Johnston Forbes-Robertson.

## Filmografia
La filmografia - basata su IMDb - è completa.

### Regista
- PC Hawkeye Falls in Love (1912)
- The Traitress of Parton's Court (1912)
- Welcome Home (1912)
- The Burglar Helped (1912)
- Mary Has Her Way (1912)
- The Transit of Venus (1912)
- The Last of the Black Hand Gang (1912)
- Her 'Mail' Parent (1912)
- Oh for a Smoke! (1912)
- Whist! Here Comes the Picture Man (1912)
- She Asked for Trouble (1912)
- Poorluck's Picnic (1912)
- A Man and a Serving Maid (1912)
- Two Brothers and a Spy (1912)
- The Unmasking of Maud (1912)
- The Apache (1912)
- Mr. Poorluck's River Suit (1912)
- Curfew Must Not Ring Tonight (1912)
- Lieutenant Lilly and the Plans of the Divided Skirt (1912)
- Tilly in a Boarding House (1912)
- The Emperor's Messenger (1912)
- Pamela's Party (1912)
- P.C. Hawkeye Goes Fishing (1912)
- The Bishop's Bathe
- Her Awakening (1912)
- Hawkeye, Coastguard (1912)
- Ghosts (1912)
- Was He a German Spy?
- Town Mouse and Country Mouse
- The Luck of the Red Lion
- Plot and Pash
- Her Only Son (1912)
- Hawkeye, Showman
- King Robert of Sicily (1912)
- A Harlequinade Let Loose
- For Love and Life
- P.C. Hawkeye, Sportsman (1912)
- The Tailor's Revenge (1913)
- The Real Thing (1913)
- The Curate's Bride (1913)
- The Burglar at the Ball (1913)
- Love and a Burglar (1913)
- Hawkeye Has to Hurry (1913)
- The Defective Detective (1913)
- Ragtime Mad (1913)
- Lieutenant Lilly and the Splodge of Opium (1913)
- George Barnwell the London Apprentice (1913)
- Drake's Love Story (1913)
- Deceivers Both (1913)
- Blood and Bosh (1913)
- Prop's Angel (1913)
- Hawkeye Rides in a Point-to-Point (1913)
- Many Happy Returns (1913)
- Haunted by Hawkeye (1913)
- All's Fair (1913)
- The Of-Course-I-Can Brothers (1913)
- The Lover Who Took the Cake (1913)
- Petticoat Perfidy (1913)
- Captain Jack V.C. (1913)
- As the Sparks Fly Upwards (1913)
- A Policy of Pinpricks (1913)
- Peter's Little Picnic (1913)
- Bounding Bertie's Bungalow (1913)
- The Old Nuisance (1913)
- Lieutenant Pie's Love Story (1913)
- A Precious Cargo (1913)
- An Eggs-traordinary Affair (1913)
- A Damp Deed (1913)
- Hamlet (1913)
- Hawkeye Meets His Match (1913)
- Fairies' Revenge (1913)
- The Princes in the Tower (1913)
- Highwayman Hal (1913)
- David Garrick (1913)
- Tango Mad (1914)
- Out of the Frying Pan (1914)
- On a False Scent (1914)
- Hawkeye, Hall Porter (1914)
- The 'Simple Life' Cure (1914)
- Once Aboard the Lugger (1914)
- A Doubtful Deal in Dogs (1914)
- An Engagement of Convenience (1914)
- A Misleading Miss (1914)
- The Sneeze (1914)
- Judged by Appearances (1914)
- Caught Bending (1914)
- Two of a Kind (1914)
- The Chick That Was Not Eggs-Tinct (1914)
- Over the Garden Wall (1914)
- Oh What a Day! (1914)
- How Things Do Develop (1914)
- Follow Your Leader (1914)
- We Don't Think! (1914)
- The Magic Glass (1914)
- Entertaining Uncle (1914)
- What a Sell! (1914)
- The Also-Rans (1914)
- Rhubarb and Rascals (1914)
- Outlined and Outwitted (1914)
- All in a Day's Work (1914)
- The Dead Heart (1914)
- The Maid and the Money (1914)
- Simpkins' Sunday Dinner (1914)
- Cinder-Elfred (1914)
- Algy's Little Error (1914)
- A Ghostly Affair (1914)
- Topper Triumphant (1914)
- That Mysterious Fez (1914)
- Mr. Meek's Missus (1914)
- The Terrible Two (1914)
- Simpkins' Little Swindle (1914)
- Mr. Meek's Nighmare (1914)
- Aladdin: or, a Lad Out (1914)
- Tilly at the Football Match (1914)
- The Terrible Two Join the Police Force (1914)
- Simpkins, Special Constable (1914)
- Getting His Own Back (1914)
- A Bother About a Bomb (1914)
- Things We Want to Know (1915)
- The Man Who Wasn't (1915)
- Hawkeye, King of the Castle (1915)
- A Losing Game (1915)
- What'll the Weather Be? (1915)
- Cock o' the Walk (1915)
- Jill and the Old Fiddle (1915)
- A Son of David (1920)

### Attore
- Tilly the Tomboy Visits the Poor, regia di Lewin Fitzhamon (1910)
- Heart of Oak, regia di Lewin Fitzhamon (1910)
- The Heart of a Fishergirl, regia di Lewin Fitzhamon (1910)
- The Three Lovers, regia di Lewin Fitzhamon (1911)
- The Road to Ruin, regia di Bert Haldane (1911)
- Children Mustn't Smoke
- Tilly's Party
- Mother's Boy, regia di Lewin Fitzhamon (1911)
- Harry the Footballer, regia di Lewin Fitzhamon (1911)
- Faust, regia di Cecil M. Hepworth (1911)
- PC Hawkeye's Busy Day
- A Touch of Nature, regia di Bert Haldane (1911)
- Till Death Us Do Part, regia di Lewin Fitzhamon (1911)
- PC Hawkeye Leaves the Force
- A Double Deception, regia di Lewin Fitzhamon (1911)
- Twin Roses, regia di Lewin Fitzhamon (1911)
- The Demon Dog
- P.C. Hawkeye Turns Detective
- The Heat Wave, regia di Frank Wilson (1911)
- The Smuggler's Step-Daughter
- Love and the Sewing Machine, regia di Lewin Fitzhamon (1911)
- Hawkeye Learns to Punt
- A Seaside Introduction
- The Greatest of These, regia di Lewin Fitzhamon (1911)
- Rachel's Sin
- Envy, Hatred and Malice
- Tilly and the Smugglers
- The Stolen Letters
- All's Right with the World
- The Mermaid, regia di Lewin Fitzhamon (1912)
- A Curate's Love Story, regia di Lewin Fitzhamon (1912)
- Our Bessie, regia di Bert Haldane (1912)
- PC Hawkeye Falls in Love, regia di Hay Plumb (1912)
- P.C. Hawkeye Goes Fishing, regia di Hay Plumb (1912)
- The Bishop's Bathe
- Hawkeye, Coastguard, regia di Hay Plumb (1912)
- Hawkeye, Showman
- The Lieutenant's Bride
- P.C. Hawkeye, Sportsman, regia di Hay Plumb (1912)
- For a Baby's Sake, regia di Lewin Fitzhamon (1912)
- A Fisherman's Love Story, regia di Lewin Fitzhamon (1912)
- Hawkeye Has to Hurry
- Ragtime Mad
- Drake's Love Story
- Blood and Bosh
- Hawkeye Rides in a Point-to-Point
- Haunted by Hawkeye, regia di Hay Plumb (1913)
- Captain Jack V.C., regia di Hay Plumb (1913)
- A Precious Cargo
- Hawkeye Meets His Match
- The Cloister and the Hearth
- David Garrick, regia di Hay Plumb (1913)
- Hawkeye, Hall Porter
- A Friend in Need, regia di Frank Wilson (1914)
- The Heart of Midlothian
- Hawkeye, King of the Castle
- Deadlock, regia di George King (1931)
- The Professional Guest
- The Midshipmaid
- Channel Crossing
- The House of Trent
- Guest of Honour, regia di George King (1934)
- Il diavolo in caserma
- The Blue Squadron
- Jew Süss
- Widow's Might
- Car of Dreams
- Things Are Looking Up, regia di Albert de Courville (1935)
- Song of the Forge
- Con l'amore non si scherza (Sailing Along), regia di Sonnie Hale (1938)
- L'ospite misterioso (Strange Boarders), regia di Herbert Mason (1938)
- Let's Be Famous
- Flying Fifty-Five
- Cheer Boys Cheer

### Sceneggiatore
- Twin Roses, regia di Lewin Fitzhamon (1911)
- PC Hawkeye Falls in Love, regia di Hay Plumb (1912)
- Hawkeye Has to Hurry, regia di Hay Plumb (1913)
- Prop's Angel, regia di Hay Plumb (1913)
- Hawkeye Rides in a Point-to-Point,  regia di Hay Plumb (1913)
- Hawkeye, Hall Porter
- Hawkeye, King of the Castle